# Silene cartilaginea
Silene cartilaginea är en nejlikväxtart som beskrevs av Hub.-mor. Silene cartilaginea ingår i släktet glimmar, och familjen nejlikväxter. Inga underarter finns listade i Catalogue of Life.